# Luca Marenzio
Luca Marenzio (Marentio), né à Coccaglio, près de Brescia, le 18 octobre 1553, et mort à Rome, le 22 août 1599, est un compositeur italien de la fin de la Renaissance. Il est considéré comme l'un des compositeurs de madrigaux les plus renommés du XVIe siècle, surnommé par ses contemporains comme il più dolce cigno (« le cygne le plus doux »).

## Biographie

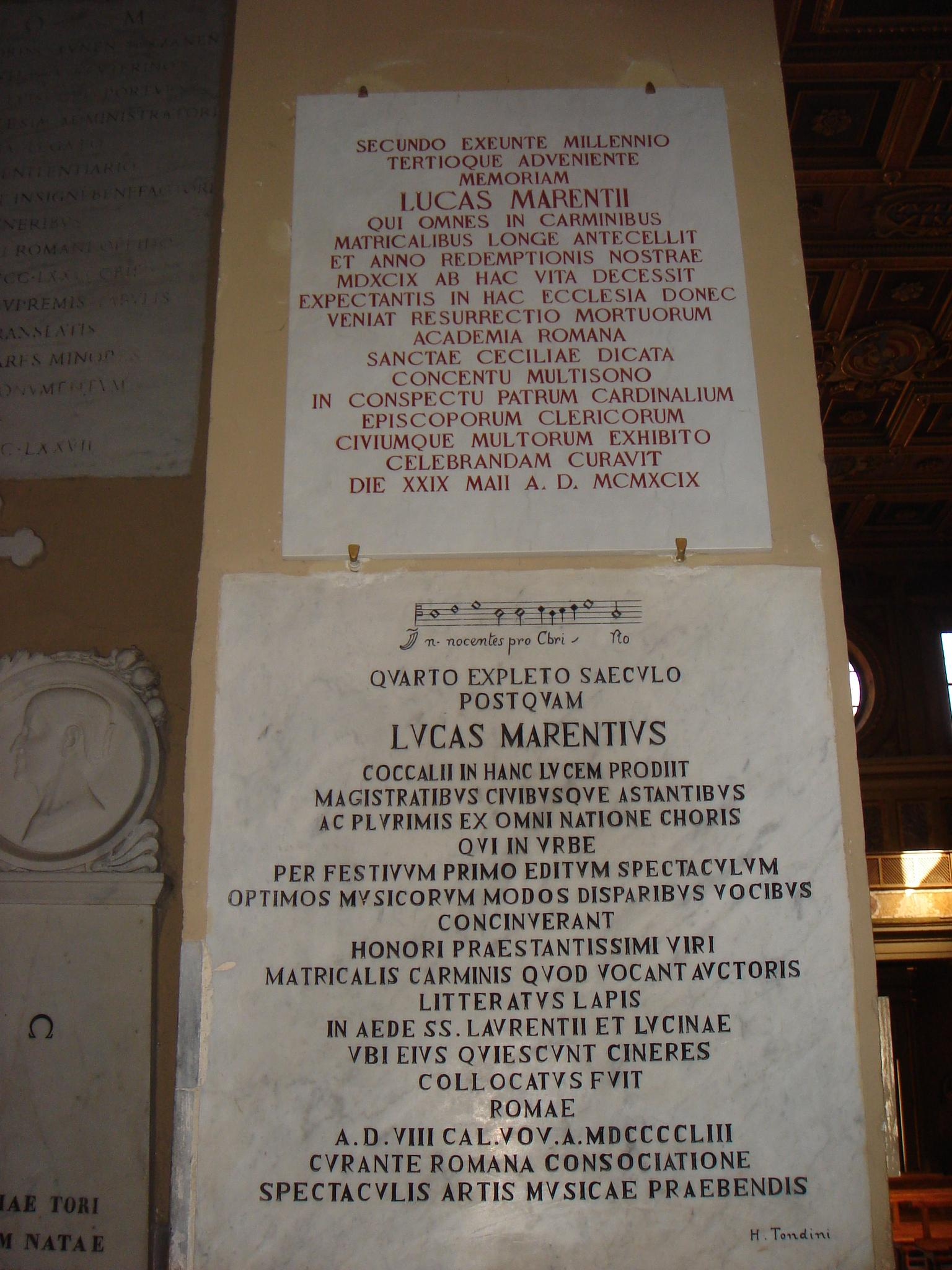
Memorial de Luca Marenzio dans la basilique San Lorenzo in Lucina.

Après une formation précoce à Brescia et quelques années passées à Mantoue, Marenzio se rend à Rome, où il est employé par le cardinal Cristoforo Madruzzo en tant que Chantre. Après la mort du cardinal, il sert à la cour du cardinal Luigi d'Este. Il y dirige un petit chœur de musiciens de cour, alors peu nombreux. À cette époque, il se fait également une enviable réputation de compositeur grâce à la publication de son premier livre de madrigaux (ll Primo Libro de madrigali, 1580). Dès 1581, les œuvres de Marenzio sont largement diffusées en Europe, ce qui s'observe par le nombre élevé des rééditions de ses publications et par l'apparition fréquente de ses madrigaux dans des recueils collectifs.
L'affiliation à la cour du cardinal, malgré un salaire modique, permet à Marenzio de voyager et de visiter des endroits comme Ferrare, alors reconnue comme lieu d'expérimentations musicales. C'est dans cette ville, par exemple, qu'il lui est donné d'entendre le Concerto delle donne, un groupe de cantatrices professionnelles pour lesquelles écrit la compositrice Tarquinia Molza.
L'année 1587 est marquée par l'arrivée de Marenzio à Florence, où il est engagé au service de Ferdinand Ier de Médicis. Cet emploi lui permet notamment de composer de la musique pour le mariage de son maître. En 1589, il revient à Rome, où il passe plusieurs années, exception faite d'un voyage en Pologne de 1595 à 1596. Durant ce séjour, il est employé à la cour de Sigismond III de Pologne à Varsovie. Malheureusement, le voyage en Pologne a pour effet de ruiner définitivement la santé du compositeur, et Marenzio meurt à Rome le 22 août 1599, peu après son retour de Pologne. Sa sépulture se trouve à la basilique San Lorenzo in Lucina.

## Style musical
Quoique Marenzio ait aussi écrit des motets et des madrigaux spirituels (écrits sur des textes religieux), la plus grosse part de son œuvre consiste en ses très nombreuses pièces de musique profane, notamment ses madrigaux. Durant les deux décennies que dure sa carrière de compositeur, leur modèle, leur technique et leur tonalité évoluent de façon significative. Marenzio a publié au moins quinze recueils de musique, pour l'essentiel des madrigaux, mais également des canzonettes et des villanelle (formes profanes a cappella ressemblant beaucoup aux madrigaux, mais habituellement plus légers dans le caractère).
Près de 500 de ses compositions nous sont parvenus. Stylistiquement, ses compositions révèlent une tendance croissante vers les tonalités graves, mais dans le développement d'une œuvre, il est en mesure d'apporter des modifications stylistiques, parfois dans une seule phrase, afin d'augmenter leur expressivité. Rarement sa musique paraît-elle décousue, puisqu'il suit de près les textes des poèmes chantées.
Pendant la dernière décennie de sa vie, il a non seulement écrit une musique plus sérieuse et encore plus sombre, mais a expérimenté le chromatisme d'une façon audacieuse, surpassée seulement sur ce point par Gesualdo. Ainsi, dans le madrigal O voi che sospirate a miglior note, il module constamment autour du cycle des quintes dans une expression simple, en utilisant des enharmonies dans les accords simples (par exemple, do # et ré b simultanés).
Encore plus caractéristique de son style, d'une manière qui définit le madrigal comme genre, est son utilisation du mot-peint : technique qui consiste à refléter dans la musique un mot, une expression, une implication ou un calembour spécifique sur ce qui est chanté. Un exemple évident serait de peindre le mot « angoisse » avec un accord dissonant suivi d'une résolution irrégulière.

## Influences
L'influence de Marenzio s'étend à de nombreux compositeurs, en Italie comme dans le reste de l'Europe. Ainsi, quand Nicholas Yonge édite, en Angleterre, son recueil de Musique transalpine (titre d'origine : Musica Transalpina) en 1588, qui constitue le premier recueil de madrigaux italiens à y être édité, Marenzio y figure juste après Alfonso Ferrabosco l'ancien en nombre de madrigaux proposés. En outre, dans le deuxième recueil de madrigaux italiens édités en Angleterre, Marenzio figure cette fois à la première place.
À noter que le compositeur anglais John Dowland, dont l'influence en Angleterre est déterminante, fut son élève à Rome.

## Œuvres

### Madrigaux à 5 voix
- ll Primo Libro de madrigali (1580), contient un madrigal à 8 voix, pour deux quatuors vocaux séparés,
- Il Secondo libro de madrigali (1581), contient un madrigal à 8 voix dédié à Lucrezia d'Este, duchesse d'Urbino,
- Il Terzo libro de madrigali (1591)
- Il Quarto libro de madrigali (1591)
- Il Quinto libro de madrigali (1585)
- Il Sesto libro de madrigali (1594)
- Il Settimo libro de madrigali (1595)
- Il Ottavo libro de madrigali (1598)
- Il Nono Libro de madrigali (1599)

### Madrigaux à 6 voix
- Il Primo libro di madrigali (1581)
- Il Secondo libro dei madrigali (1584)
- Il Terzo libro dei madrigali (1585), dédié à Bianca Cappello, grande duchesse de Toscane
- Il Quarto libro dei madrigali (1587)
- Il Quinto libro de madrigali (1591)
- Il Sesto libro de madrigali (1595)

### Madrigaux pour diverses formations
- Madrigali Spirituali di Luca Marenzio a 5 voci, Libro Primo (1584)
- Madrigali a 4 voci, Libro Primo (1585)
- Madrigali a 4, 5 et 6 voci, Libro Primo (1588)
- Madrigali Spirituali e Temporali  a 5, 6, 8, 9 e 10 voci,... (1610)
- 21 madrigaux répartis dans diverses anthologies

### Villanelle à 3 voix
- Primo Libro (1584)
- Secondo Libro (1585)
- Terzo Libro (1585)
- Quarto Libro (1587)
- Quinto Libro (1587)

### Musique sacrée
- Motecta festorum totius anni, cum Communi Sanctorum, quaternis vocibus...liber primus (1585)
- Sacræ cantiones, quintis, sextis ac septimis vocibus modulandæ, cum inferna parte pro organo (1616)
- 9 motets répartis dans diverses anthologies

### Intermède
- Intermedii e Concerti, fatti per la commedia rappresentata in Firenze nelle Nozze del Serenissimo Don Ferdinando Medici e Madama Christina di Lorena, Gran Duchi di Toscana (1589)

### Ouvrages généraux
- Article « Luca Marenzio », dans The New Grove Dictionary of Music and Musicians, éd. Stanley Sadie, 20 vol, Londres, Macmillan Publishers Ltd. 1980,  (ISBN 1-56159-174-2)
- (en) Susan McClary, Modal Subjectivities, self-fashioning in the Italian madrigal : 6. A Coney Island of the madrigal, Wert and Marenzio, Los Angeles, University of California Press, 2004, 386 p. (ISBN 0-520-23493-6, lire en ligne), p. 122-145
- Gustave Reese, Music in the Renaissance. New York, W.W. Norton et Co., 1954.  (ISBN 0-393-09530-4)

### Monographies
- (it) Marco Bizzarini, Luca Marenzio, la carriera di un musicista tra Rinascimento e Controriforma, Brescia, Promozione Franciacorta, 1998, 352 p. (ISBN 978-8-886-18902-6)
  - (en) Marco Bizzarini (trad. James Chater), Luca Marenzio, The Career of a Musician Between the Renaissance and the Counter-Reformation, Routledge, 2017, 396 p. (ISBN 978-1-351-55960-7)